# Speedy Keen
John David Percy Keen, conhecido por Speedy Keen (distrito de Ealing, Londres, 29 de março de 1945 — Londres, 12 de março de 2002), foi um cantor e compositor britânico, mais conhecido pelo envolvimento com a banda de rock Thunderclap Newman. Compôs para o grupo a canção "Something in the Air", que alcançou a 1ª colocação da UK Singles Chart em 1969.
Com o fim do grupo tentou, sem sucesso, seguir carreira solo e trabalhar como músico de sessão e produtor musical, antes de se aposentar definitivamente da indústria musical em 1977.
Morreu em 2002, aos 56 anos.